# علي بارود
علي بارود (بالفرنسية: Ali Barraud)‏ (31 يناير 1918 - 11 أكتوبر 2015)، سياسي من بوركينا فاسو، شغل منصب وزير الصحة العامة والسكان لفولتا. استقال من منصبه في 22 يناير 1974. شارك في تأسيس الحزب الديمقراطي في فولتا عام 1948، وفي 1956 شكل تحالف انتخابي مع الحزب الديمقراطي الموحد. عمل عضواً في وفد فولتا العليا إلى مجلس غرب إفريقيا الفرنسية الكبير. في عام 1971 انتخب نائباً لرئيس المجلس التنفيذي لمنظمة الصحة العالمية.